# Karl Hantelmann
Karl Hantelmann (geboren 10. März 1843 in Hannover; gestorben nach 1920) war ein deutscher Architekt. Seine Bauten gestaltete er selten im Stil der Neugotik, sondern zumeist im Stil der Neorenaissance.

## Leben

### Familie
Hantelmanns Sohn Werner Hantelmann war Bildhauer und kooperierte zeitweise mit dem Vater in Hannover.

### Werdegang
Hantelmann besucht die Höhere Bürgerschule in Hannover, bevor er von 1860 bis 1864 an der Polytechnischen Schule Hannovers mit der Matrikel-Nummer 3461 als Schüler von Conrad Wilhelm Hase das Fach Architektur studierte.
Zeitweilig wirkte er als Mitarbeiter und Partner im hannoverschen Architekturbüro von Ferdinand Wallbrecht. In den 1870er Jahren war Hantelmann einige Zeit in Ungarn tätig. Zurück in seiner Heimatstadt Hannover, wirkte er als Architekt circa ab 1892 in Zusammenarbeit mit seinem Sohn Werner.
Laut dem Adreßbuch, Stadt- und Geschäftshandbuch der Königlichen Residenzstadt Hannover und der Stadt Linden von 1910 war im Grundbuch von Schlosswende, Nummer 39 zum 30. Dezember 1899 Karl Hantelmann als Eigentümer des Gebäudes unter der – damaligen – Adresse Engelbosteler Damm 94 verzeichnet.
Am 27. November 1920 verzog Karl Hantelmann von der Ohestraße 19 in Hannover nach Wandsbek. Sein weiterer Verbleib sowie seine Sterbedatum konnte die jüngere Forschung bisher nicht ermitteln.

## Werke (sofern bekannt)

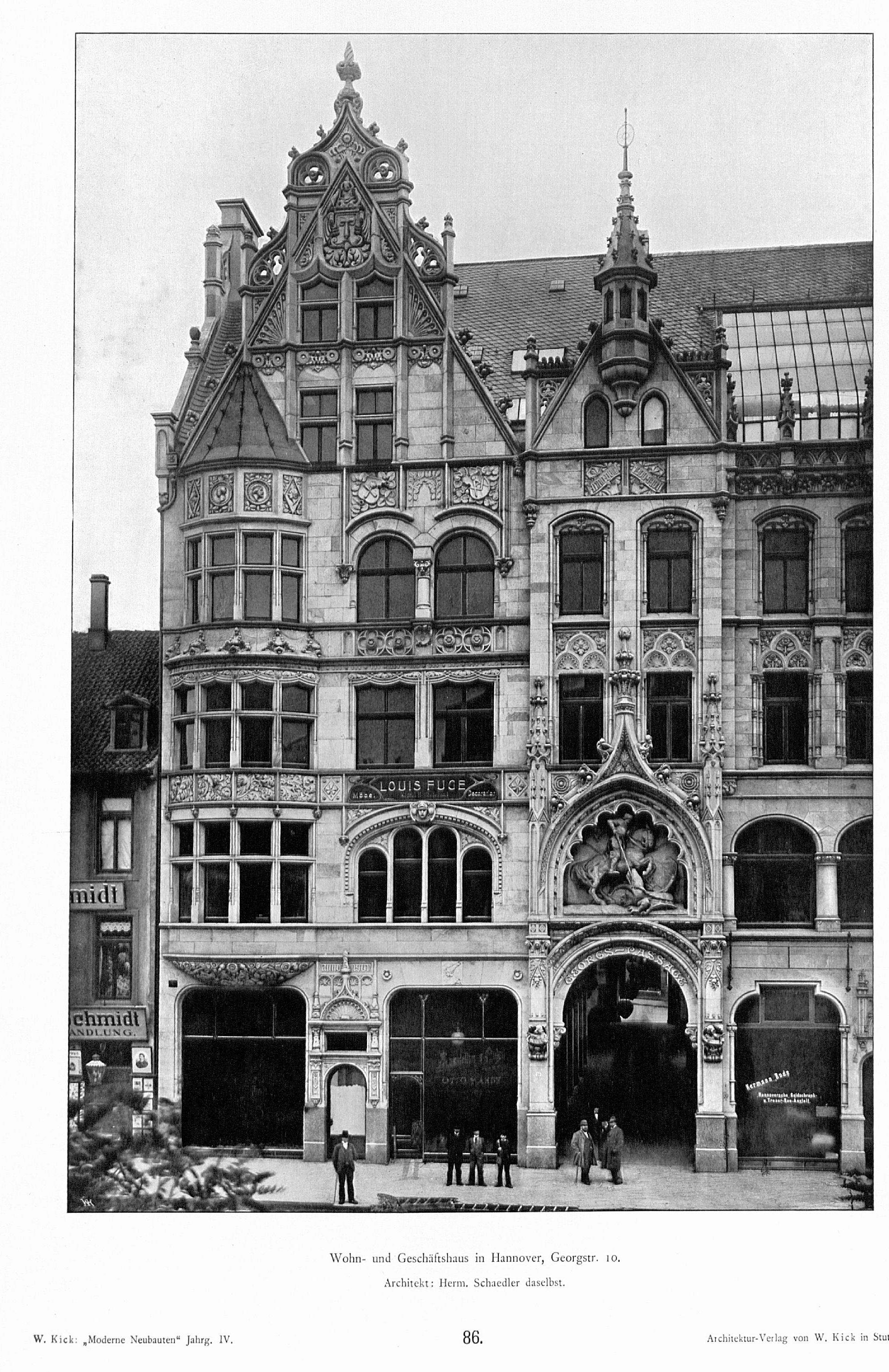
Georgshaus, Georgstraße 10, um 1902

- 1863–1868: Bücken; Restaurierung der evangelisch-lutherischen Stiftskirche St. Materniani et St. Nicolai; Architekt: Adelbert Hotzen, Hannover; Bauleitung: Karl Hantelmann[1]
- 1882, Hannover, in Zusammenarbeit mit Ferdinand Wallbrecht:
  - Ständehausstraße 7 (heutige Hausnummer) Ecke Georgstraße 14a: Wohn- und Geschäftshaus; nicht erhalten[1]
  - Geschäftshaus Karmarschstraße 25 (frühere Adresse Grupenstraße 16) Ecke Ständehausstraße (ehemalige Eingangsecke der „Passage“); nicht erhalten[1]
  - Wohn- und Geschäftshaus Karmarschstraße 19 (früher und heute); nicht erhalten[1]
  - Wohn- und Geschäftshaus Karmarschstraße 27 (früher Hausnummer 15); nicht erhalten[1]
- 1885–1887: Schloss Etelsen, erhaltener[1] (Neorenaissancebau in Backsteinmauerwerk)
- 1896: Hannover, Große Packhofstraße 18 (früher und heute): Umbau des Reichsbankgebäudes zum Hotel Der Reichshof, nicht erhalten[1]
- 1896–1899: Umbau der Alten Kirche Schierke zur Hantelmann'schen Villa
- 1897: Wohn- und Geschäftshaus in der Prinzenstraße 2 (frühere Hausnummer 21) in Hannover; erhalten und Anfang des 21. Jahrhunderts durch die Dr. Buhmann Schule genutzt[1]
- 1900–1901, gemeinsam mit Hermann Schaedtler in Hannover: Wohn- und Geschäftshaus für den Möbelfabrikanten Louis Fuge, Georgstraße 10,[1] genannt Fugesches Haus, Georgshaus und heute Drachentöterhaus, erhaltene Fassade unter Denkmalschutz
- 1902–1903 in Zusammenarbeit mit Emil-Werner Baule: Hannover, Rühlmannstraße 1 (früher und heute): Villa Rehbock; erhalten und als Verbindungshaus der Burschenschaft »Ghibellinia« genutzt[1]
- 1903: Geschäftshaus für Johannes Schloebcke in der Bahnhofstraße 6 und 7 (früher und heute): nicht erhalten[1]
- 1911: Hannover, Waldhausenstraße 2a und 2b (heute) Ecke Hildesheimer Straße: »Döhrener Apotheke«, laut der Hausinschrift für den Apotheker O. Jünemann; erhalten[1] das  villenartige Wohn- und Geschäftshaus steht unter Denkmalschutz

## Archivalien und Museumsobjekte
- Im Historischen Museum Hannover finden sich Bauzeichnungen Hantelmanns für das Wohn- und Geschäftshaus Schloebcke[1]